# Platysoma connexum
Platysoma connexum är en skalbaggsart som beskrevs av Fauvel 1891. Platysoma connexum ingår i släktet Platysoma och familjen stumpbaggar. Inga underarter finns listade i Catalogue of Life.